# عرب سات
عرب سات (بالإنجليزية: Arabsat)‏، تعرف أيضًا باسم منظمة الاتصالات الفضائية العربية (بالإنجليزية: Arab Satellite Communications Organization)‏، هي سلسلة من الأقمار الصناعية للاتصالات والبث التي تمتلكها جامعة الدول العربية تأسست المنظمة في عام 1976، ويستفيد من خدماتها ملايين المنازل في أكثر من 100 بلدًا في جميع أنحاء الشرق الأوسط وأفريقيا وأوروبا، كما تلعب دور كبير في تقديم مجموعة كاملة من خدمات البث الفضائي والإذاعي، والاتصالات السلكية واللاسلكية وخدمات النطاق العريض وحلول شبكات نقل البيانات المتقدمة والاتصالات متعددة القنوات والوصول للإنترنت للكيانات الحكومية والجهات التجارية.

## تاريخ
يعود تاريخ تأسيس المنظمة العربية للاتصالات الفضائية (عربسات) إلى أواخر الستينيات. في عام 1967، وضع وزراء الإعلام في الدول العربية سلسلة من المبادئ المتعلقة بشبكة الأقمار الصناعية، لإيجاد تكامل للأنشطة الاجتماعية والثقافية بين دول جامعة الدول العربية. من ناحية أخرى، تأسس اتحاد إذاعات الدول العربية (ASBU) في عام 1969. لم تنضم المملكة العربية السعودية إلى هذا الاتحاد الذي تقوده مصر حتى عام 1974، ويرجع ذلك على الأرجح إلى العلاقة المتوترة بين المملكة العربية السعودية ومصر في ذلك الوقت.
في 14 أبريل 1976، تم تشكيل عربسات تحت رعاية جامعة الدول العربية بهدف خدمة المعلومات والاحتياجات الثقافية والتعليمية للدول الأعضاء. كانت المملكة العربية السعودية هي الممول الرئيسي للمنظمة الجديدة بسبب مواردها المالية الموسعة نتيجة صناعة تصدير النفط المزدهرة. الرياض مقر عربسات.
تم تنفيذ أول عملية إطلاق للعرب سات -1 بصاروخ آريان الفرنسي. أطلق مكوك الفضاء الأمريكي ديسكفري القمر الصناعي الثاني لعرب سات، عربسات -1 بي، في عام 1985. تم إيقاف عربسات -1 إيه و -1 بي في عامي 1992 و1993 على التوالي.

## الأهداف
أشارت المادة الثالثة من «اتفاقية إنشاء المؤسسة العربية للاتصالات الفضائية» إلى أهداف ونشاطات المؤسسة، فنصت على ما يلي:
- أن تهدف المؤسسة إلى توفير واستثمار قطاع فضائي عربي للخدمات العامة والمتخصصة في مجال الاتصالات السلكية واللاسلكية لكافة الدول الأعضاء في جامعة الدول العربية، وذلك استناداً على معايير فنية واقتصادية معمول بها عربياً ودولياً.
- مساعدة الدول العربية من الناحيتين الفنية والمادية في تصميم وتنفيذ المحطات الأرضية.
- إجراء بحوث ودراسات خاصة متعلقة بعلوم وتكنولوجيا الفضاء.
- التشجيع على إقامة الصناعات اللازمة لتجهيز القطاع الفضائي والمحطات الأرضية في الدول العربية.
- القيام بعمليات النقل التلفزيوني والاذاعي بين الهيئات المختصة في الدول العربية من خلال الشبكة الفضائية العربية، ووضع أُسس لاستعمال القنوات المخصصة للتلفزيون والإذاعة بما يخدم المطالب المحلية والجماعية للدول العربية. [3]

## الأقمار

### عربسات -1
عربسات -1 هو الاسم النموذجي لسلسلة من الأقمار الصناعية من الجيل الأول بناها فريق دولي بقيادة إيروسباسيال الفرنسية. هو قمر صناعي بثلاثة محاور مثبتة في مركبة الفضاء سبيس بس 100 مع جناحي طاقة شمسية قابلين للنشر، مما يجعله بطول 20.7 مترًا وبعرض أكثر من 5.5 مترًا. يزن حوالي 1,270 كجم، لكن حوالي 675 كجم يعتبر وقود. يحتوي على محرك منخفض الدفع على متن الطائرة يستخدم الهيدرازين ورباعي أكسيد النيتروجين، وينتقل من مدار بيضاوي أولي إلى مدار متزامن مع الأرض عن طريق إطلاق هذا المحرك. ثم يتم استخدام المادة الدافعة المتبقية للحفاظ على المحطة أو تحريكها طوال عمر القمر الصناعي.

#### عربسات -1 إيه
تم إطلاق أول قمر صناعي من عربسات أطلق بواسطة أريان في 8 فبراير 1985. بعد وقت قصير من إطلاقه، تعرض لخلل في تشغيل وتمديد الألواح الشمسية. إلى جانب مشاكل أخرى، سرعان ما انتقل القمر الصناعي إلى وضع النسخ الاحتياطي حتى تم التخلي عنه تمامًا في أواخر عام 1991.

#### عربسات -1 بي
تم إطلاق القمر الثاني في يونيو 1985، من مكوك الفضاء ديسكفري في مهمة (STS-51-G)، ووضع في الخدمة بالقرب من 26.0 درجة شرقًا، وظل يعمل حتى منتصف عام 1992.

#### عربسات -1 سي
تم إطلاق القمر الصناعي الثالث من السلسلة بواسطة أريان مجددًا في 26 فبراير 1992، كإجراء مؤقت للحفاظ على خدمات الشبكة حتى أصبحت مركبة الفضاء من الجيل الثاني من عربسات متاحة.

#### عربسات -1 دي
تمت إعادة تسميته من القمر الصناعي أنك دي 2.

### عربسات -2
بحلول نهاية عام 1994، تم تقليص نظام عربسات إلى قمر صناعي واحد فقط. تم توقيع عقد لقمرين صناعيين من الجيل الثاني من عربسات مع أيروسباسيال في أبريل 1993، لبناء عدة كومسات إضافية على أساس منصة سبيس بس 300 إيه.

#### عربسات -2 إيه
تم إطلاقه في 9 يوليو 1996.

#### عربسات -2 بي
تم إطلاقه في 13 نوفمبر 1996.

#### عربسات -2 سي
تم تأجيره من باس-5 في مايو 2002 وانتقل من نصف الكرة الغربي خلال نوفمبر 2002 إلى موقع عند 26.0 درجة شرقًا.

#### عربسات -2 دي
تم تأجيره من هوت بيرد 5 وتم نقلها من الموقع 13.0 شرقًا خلال نوفمبر 2002 إلى موقع عند 26.0 شرقًا.

### عربسات -3
في 7 نوفمبر 1996، تم توقيع عقد مع شركة أل كاتيل لتوفير أول أقمار صناعية من الجيل الثالث، على أساس منصة سبيس بس 300 بي 2.
بدر -3 (تقنيًا: عربسات -3 إيه)، وزنه 2,708 كجم عند الإطلاق و1646 كجم في المدار، تم إطلاقه بواسطة الصاروخ الحامل أريان 4 من منصة الإقلاع رقم (إي أل إيه -3) في مركز جويانا للفضاء عند 26.0 درجة شرقًا مع عمر افتراضي 15 عامًا، كأول قمر صناعي من الجيل الثالث، في 26 فبراير 1999 الساعة 22:44:00 بالتوقيت العالمي المنسق. تم إيقاف تشغيل نصف أجهزة الإرسال والاستقبال العشرين الخاصة بها Ku في 7 ديسمبر 2001 بعد عطل في الألواح الشمسية.

### عربسات -4
أبرمت عربسات عقدًا في 22 أكتوبر 2003 لتصنيع وإطلاق الجيل الرابع من أقمار عربسات، على أساس منصة «أستاريوم يورو ستار 2000 إي بلس» وحمولة أل كاتيل سبيس. أولها، عربسات 4 إيه، فقد في الفضاء بسبب فشل الصاروخ. أدى ذلك إلى طلب بدر -6 (تقنيًا: عربسات 4-إيه آر) في 31 مايو 2006. تم إطلاق القمر الصناعي من الجيل الرابع، المسمى بدر -4 (تقنيًا: عربسات -4 بي)، في 8 نوفمبر 2006. تم إطلاق بدر -6 في 7 يوليو 2008 على آريان 5 لتحل محل عربسات -4 إيه المفقودة.

### عربسات -5
أبرمت عربسات عقدًا في 16 يونيو 2007 لتصنيع وإطلاق الجيل الخامس من أقمار عربسات، استنادًا إلى أساس منصة أستاريوم يورو ستار 3000 إي وحمولة تاليس إلينيا سبيس:
- تم إطلاق أول أقمار صناعية من الجيل الخامس، المسمى بدر -5 (تقنيًا: عربسات -5 بي)، بواسطة بروتون من 26.0 درجة شرقًا مباشرًا إلى تلفاز المنزل «هوت سبوت» في 3 يونيو 2010.
- تم إطلاق ثاني أقمار الجيل الخامس، عربسات -5 إيه، بواسطة أريان في موقع مدار 30.5 درجة شرقًا في 26 يونيو 2010.
- تم إطلاق الجيل الثالث من الأقمار الصناعية من الجيل الخامس، عربسات -5 سي، إلى الموقع المداري الجديد 20.0 درجة شرقًا في 21 سبتمبر 2011.[9]

### عربسات -6 بي
- تم إطلاق بدر -7 (تقنيًا: عربسات -6 بي) بنجاح جنبًا إلى جنب مع جيسات -15 في 10 نوفمبر 2015 من ميناء الفضاء في كورو، غويانا الفرنسية، فوق منصة الإطلاق آريان 5.
- تم إطلاق عرب سات إيه -6 بصاروخ فالكون ثقيل في 11 أبريل 2019.[10]

## عربسات -7 بي
- أنطلقت بدر 8 على مدارها في 2023
- على متن ناقلة "صاروخ" فالكون في 2023.

## الخلافات المرتبطة بعربسات
في يوليو 2019، دعت بعض أكبر سلطات كرة القدم التي تسيطر على الدوري الإنجليزي الممتاز وكأس العالم ودوري أبطال أوروبا، المملكة العربية السعودية إلى وقف قرصنتها المحلية للتلفزيون وخدمة البث، والبث غير المشروع للمباريات على مستوى العالم عبر عربسات. تعرضت السعودية لانتقادات شديدة في رسالة صادرة عن هيئات رياضية منها، الاتحاد الدولي لكرة القدم، الاتحاد الأوروبي لكرة القدم، الدوري الإسباني، الدوري الألماني، الدوري الإيطالي إلى جانب الاتحاد الآسيوي لكرة القدم. صدرت الرسالة بعد 18 شهرًا من الجهود الفاشلة في تحدي المملكة العربية السعودية قانونًا لحجب قناة بي آوت كيو للقرصنة التي تبث كأس العالم 2018 بأكمله. وقالت السلطات في بيان مشترك «ندين بشكل جماعي وبأشد العبارات الممكنة السرقة المستمرة لملكيتنا الفكرية من قبل قناة المقرصنة المعروفة باسم بي اوت كيو، وندعو السلطات في المملكة العربية السعودية إلى دعمنا في إنهاء الانتهاكات الواسعة النطاق والصارخة لقضية حقوق الملكية الفكرية الخاصة بنا».
كما اتهمت الهيئات الرياضية تسع شركات قانونية سعودية بعدم تولي قضية انتهاك حقوق النشر الخاصة بها، وبعد ذلك تسعى السلطات إلى تبني وسائل أخرى لإغلاق القناة الذي تديرها الدولة.

## الملكية

أعضاء جامعة الدول العربية

تتوزع ملكية عرب سات على الدول العربية على النحو التالي:
- السعودية 36.7%
- الكويت 14.6%
- ليبيا 11.3%
- قطر 9.8%
- الإمارات العربية المتحدة 4.7%
- الأردن 4%
- لبنان 3.8%
- البحرين 2.5%
- سوريا 2.1%
- العراق 1.9%
- الجزائر 1.7%
- اليمن 1.7%
- مصر 1.6%
- سلطنة عمان 1.2%
- تونس (مدينة) 0.7%
- المغرب 0.6%
- السودان 0.3%
- موريتانيا 0.3%
- فلسطين (توضيح) 0.2%
- الصومال 0.2%
- جيبوتي 0.1%

## من بعض القنوات التي تبث على القمر العرب سات
- قناة المجد
- المجد للقرآن
- المجد للحديث
- شركة الرياضة السعودية
- المجد العلمية

## وصلات خارجية
- الموقع الرسمي لعرب سات